# Beker van Griekenland 2007/08
De Beker van Griekenland 2007/08 is de 66ste editie van de Beker van Griekenland. Er doen aan deze editie 69 clubs mee.
De finale was op 17 mei 2008 in het Kaftanzoglio Stadion in Thessaloniki.

## Eerste ronde
Gespeeld op 1, 2 en 5 september 2007
| Thuis                | uitslag      | Bezoekers      |
| -------------------- | ------------ | -------------- |
| Aias Salamina        | 2-1          | Rodos AS       |
| Anagennisi Giannitsa | 0-0 ns (2-4) | Preveza FC     |
| Aiolikos             | 0-0 ns (4-5) | Ilioupoli GS   |
| Atsalenios           | 1-0          | Doxa Drama     |
| Neos Asteras         | 0-2          | Messiniakos FC |
| Ethnikos Olympiakos  | 2-0 nv       | Panachaiki     |
| Anagennisi Artas     | 4-0          | Panegialios    |
| Korinthos FC         | 0-0 ns (4-1) | Koropi AO      |
| Ethnikos Katerini    | 0-0 ns (4-1) | Kavala FC      |

| Thuis          | uitslag      | Bezoekers           |
| -------------- | ------------ | ------------------- |
| Prosotsani GS  | 1-2          | Thermaikos FC       |
| Eordaikos 2007 | 2-1          | Anagennisi Karditsa |
| Niki Volou FC  | 2-1          | Acharnaikos         |
| Lamia AS       | 1-1 ns (3-4) | Neoi Epivates FC    |
| Thraki Enosis  | 1-0          | Giannena AE         |
| Fostiras       | 5-1          | Thiva AO            |
| Polykastro AE  | 1-0 nv       | Vyzas               |
| Diagoras GS    | 3-0          | APS Thyella Patras  |
| Panetolikos    | vrij         |                     |

## Tweede ronde
Gespeeld op 8 en 9 september 2007.
| Thuis               | uitslag      | Bezoekers          |
| ------------------- | ------------ | ------------------ |
| Panetolikos         | 4-0          | Ionikos            |
| Aias Salamina       | 0-2          | Ethnikos Piraeus   |
| Preveza FC          | 0-0 ns (4-2) | Kalamata FC        |
| Ilioupoli GS        | 1-0          | Pierikos           |
| Atsalenios          | 1-0          | Panthrakikos       |
| Messiniakos FC      | 0-0 ns (4-3) | Panserraikos       |
| Ethnikos Olympiakos | 3-1 nv       | Ilisiakos          |
| Anagennisi Artas    | 3-4          | Ethnikos Asteras   |
| Korinthos FC        | 1-2          | Agios Dimitrios FC |

| Thuis             | uitslag | Bezoekers               |
| ----------------- | ------- | ----------------------- |
| Ethnikos Katerini | 1-0     | Kerkyra FC              |
| Thermaikos FC     | 1-2 nv  | AGS Kastoria            |
| Eordaikos 2007    | 0-2     | Kallithea FC            |
| Niki Volou FC     | 0-2     | Egaleo FC               |
| Neoi Epivates FC  | 1-2 nv  | Thrasyvoulos            |
| Thraki Enosis     | 1-2     | Kassandra Olympiakos AS |
| Fostiras          | 2-1     | PAS Giannina            |
| Polykastro AE     | 2-4 nv  | Agrotikos Asteras       |
| Diagoras GS       | 2-0     | Chaidari FC             |

## Derde ronde (tussenronde)
Gespeeld op 26 september.
| Thuis       | uitslag | Bezoekers |
| ----------- | ------- | --------- |
| Panetolikos | 1-2     | Fostiras  |

| Thuis          | uitslag | Bezoekers  |
| -------------- | ------- | ---------- |
| Messiniakos FC | 3-0     | Atsalenios |

## Vierde Ronde
Gespeeld op 9, 10, 11, 30 en 31 oktober en 1 november en 5 december
| Thuis               | uitslag | Bezoekers        |
| ------------------- | ------- | ---------------- |
| Ethnikos Piraeus    | 1-2 nv  | OFI Kreta        |
| Preveza FC          | 3-0 *   | Veria FC         |
| Ilioupoli GS        | 0-4     | AE Larissa 1964  |
| Ethnikos Olympiakos | o-1     | Iraklis Saloniki |
| Ethnikos Asteras    | 1-3     | Panathinaikos FC |
| Agios Dimitrios FC  | 0-1 nv  | Aris Saloniki    |
| Ethnikos Katerini   | 1-0     | Levadiakos       |
| AGS Kastoria        | 2-3     | Panionios        |

| Thuis                   | uitslag      | Bezoekers          |
| ----------------------- | ------------ | ------------------ |
| Kallithea FC            | 1-2          | Apollon Kalamarias |
| Egaleo FC               | 1-2          | Skoda Xanthi       |
| Thrasyvoulos            | 4-2          | PAOK Saloniki      |
| Kassandra Olympiakos AS | 1-1 ns (5-6) | Atromitos          |
| Agrotikos Asteras       | 1-0          | Ergotelis          |
| Diagoras GS             | 1-2          | Olympiakos Piraeus |
| Fostiras                | 0-2          | AEK Athene         |
| Messiniakos FC          | 0-2          | Asteras Tripolis   |

## 1/8 finale
Gespeeld op 9 en 16 januari en de beslissingswedstrijd OFI - Agrotikos Asteras op 13 februari 2008.
| Thuis              | uitslag | Bezoekers       |
| ------------------ | ------- | --------------- |
| Thrasivoulos       | 3-0     | Preveza         |
| Ethnikos Katerini  | 0-3     | Aris Saloniki   |
| Iraklis Saloniki   | 1-0     | Panionios       |
| Apollon Kalamarias | 1-2     | AE Larissa 1964 |

| Thuis              | uitslag  | Bezoekers     |
| ------------------ | -------- | ------------- |
| Olympiakos Piraeus | 4-0      | Panathinaikos |
| Asteras Tripolis   | 0-1      | Atromitos     |
| Agrotikos Asteras  | 1-1, 0-5 | OFI Kreta     |
| Skoda Xanthi       | 2-0      | AEK Athene    |

## Kwartfinale
Heen- en terugwedstrijden worden gespeeld op 27 en 28 februari en op 19 en 20 maart 2008.
| Thuisclub          | Uitslagen | Uitclub          |
| ------------------ | --------- | ---------------- |
| Olympiakos Piraeus | 2-0, 2-2  | Iraklis Saloniki |
| Skoda Xanthi       | 0-0,0-1   | Aris Saloniki    |

| Thuisclub    | Uitslagen | Uitclub         |
| ------------ | --------- | --------------- |
| Thrasivoulos | 1-0 , 3-1 | AE Larissa 1964 |
| Atromitos    | 3-1 , 1-2 | OFI Kreta       |

## Halve finale
Deze duels vinden plaats op 2 april en 16 April.

### Heenduel
|              |                          |       |                                       |                                                       |
| 2 april 2008 | Thrasyvoulos             | 2 – 3 | Olympiakos Piraeus                    | Fyli Stadium, Fyli Scheidsrechter: D. Kyrkos (Epirus) |
| 2 april 2008 | Anastasakos 30' Bris 35' |       | Mendrinos 18' Núñez 29' Kovačević 88' | Fyli Stadium, Fyli Scheidsrechter: D. Kyrkos (Epirus) |

|              |                       |       |           |                                                                              |
| 2 april 2008 | Aris Saloniki         | 1 – 0 | Atromitos | Kleanthis Vikelidis, Thessaloniki Scheidsrechter: M. Koukoulakis (Heraklion) |
| 2 april 2008 | Toni Calvo 97' (pen.) |       |           | Kleanthis Vikelidis, Thessaloniki Scheidsrechter: M. Koukoulakis (Heraklion) |

### Returns
|               |                    |     |              |                                       |
| 16 april 2008 | Olympiakos Piraeus | 3-1 | Thrasyvoulos | Georgios Karaiskákis Stadion, Piraeus |
| 16 april 2008 |                    |     |              | Georgios Karaiskákis Stadion, Piraeus |

Olympiakos Piraeus wint met 6-3  over twee wedstrijden
|               |           |     |               |                                       |
| 16 april 2008 | Atromitos | 1-2 | Aris Saloniki | Peristeri Stadium, Peristeri (Athene) |
| 16 april 2008 |           |     |               | Peristeri Stadium, Peristeri (Athene) |

Aris Saloniki wint met 3-1 over twee wedstrijden

## Finale
|             |                    |     |               |                                      |
| 17 mei 2008 | Olympiakos Piraeus | 2-0 | Aris Saloniki | Lysandros Kaftanzoglou, Thessaloniki |
| 17 mei 2008 |                    |     |               | Lysandros Kaftanzoglou, Thessaloniki |